# 5.1 Music Disc
DTS Music Disc (nome oficial), DTS Audio CD ou 5.1 Music Disc é um CD de áudio que contém música em formato surround. Foi o predecessor do formato DVD-Audio. Fisicamente ele está em conformidade com o padrão Red Book, exceto para forma como a música é codificada no CD.
Ao contrário de outros formatos de som surround, como Super Audio CD ou DVD-Audio, que requerem um player especializado, um DTS-CD é compatível com a maioria dos players de CD e DVD com a saída S/PDIF. Estes players reconhecem o disco como um CD de áudio padrão. O único requisito é um processador de áudio que possa decodificar a trilha de áudio DTS.